# Иван Срацимир
Иван Срацимир (болг. Иван Срацимир; 1324 — 1396) — царь Видина в 1356—1396 годах. Один из двух, вместе с братом Иваном Шишманом, последних болгарских царей, сын царя Ивана Александра.

## Ранние годы
Родился в городе Ловеч в 1324 или 1325 году, был вторым сыном Теодоры Валахской и деспота Ловеча Ивана Александра. В 1337 году Иван Срацимир был провозглашен своим отцом соправителем вместе со своими братьями Михаилом и Иваном. Это решение оказалось фатальным для Второго Болгарского царства, поскольку в условиях отсутствия разделения власти между сыновьями они стали будущими соперниками. После своего провозглашения Иван Срацимир получил управление Видином в качестве апанажа, потому что его отец хотел, чтобы различные регионы государства находились под прямым управлением царской семьи Асень.
В 1340-х годах Иван Срацимир уже был женат на Анне Валахской и у него уже были дети, в то время как его старший брат Михаил Асень и его жена Ирина Палеолог не имели потомства. В 1352 году Иван Александр ввел титул младшего царя, чтобы обеспечить плавную и безопасную передачу престола, и Иван Срацимир стал известен под этим титулом. Однако в конце 1347 или в начале 1348 года Иван Александр развелся со своей первой женой и отправил её в монастырь, чтобы жениться на еврейке Саре-Теодоре. Это испортило отношения между ним и Срацимиром, конфликт углубился после рождения у молодожёнов в 1350/1351 годах сына Ивана Шишмана. Конфликт достиг кульминации в 1355—1356 годах, когда наследник престола Михаил Асень IV погиб в битве против османов.
Согласно системе майората, Иван Срацимир должен был стать следующим в линии наследования, но поскольку Иван Шишман родился багрянородным, то есть после коронации своего отца, Иван Александр и Сара-Феодора объявили Ивана Шишмана наследником престола. Намеком на вражду между отцом и сыном является отсутствие Ивана Срацимира на Четвероевангелии Ивана Александра, где была изображена вся царская семья, включая зятя Ивана Александра. Это могло означать, что Иван Срацимир был лишен наследства и провозгласил себя правителем в Видине, либо его лишили титула младшего царя и предоставили Видин в качестве компенсации.

### Начало правления и венгерское вторжение
Иван Срацимир был провозглашен императором в Видине в 1356 году и начал использовать титул императора болгар и греков, как и его отец. Чтобы закрепить союз с Валахией, в 1356 или 1357 году он женился на своей двоюродной сестре Анне, бывшей дочерью воеводы Николае Александру. Этот шаг, вероятно, был организован с помощью его матери Теодоры как реакция на действия болгарского царя.
Иван Срацимир правил с молчаливого согласия своего отца около десяти лет, пока в 1365 году венгерский король Людовик I Великий, который среди прочих титулов называл себя королем Болгарии, не потребовал, чтобы Иван Срацимир признал его сюзеренитет и стал его вассалом. Когда Асень отказался, Людовик I выступил из Венгрии 1 мая 1365 года и захватил Видин 2 июня после непродолжительной осады. Остальная часть царства была завоевана в течение следующих трех месяцев. Иван Срацимир и его семья были схвачены и доставлены в замок Гумник в Хорватии, а регион был передан под прямое венгерское правление в качестве баната, правителя которого назначал король Венгрии. Иван Срацимир провел четыре года в почетном венгерском плену, он с семьёй были вынуждены принять католичество. Венгры также послали монахов-францисканцев, чтобы обратить население Видинского царства в католицизм. Хотя венгерские источники хвастались тем, что францисканцы обратили в свою веру 200 тыс. человек (треть населения региона), это шаг вызвал большое недовольство среди болгар и в конечном итоге провалился. Фактически это было первое насильственное обращение в веру в стране после крещения Болгарии византийцами пятью столетиями ранее. В современной книге один монах написал:
Эта книга была написана грешным и неразумным Драганом вместе со своим братом Райко в те дни, когда венгры правили Видином, и в то время это было большой болью для людей.
Первоначально Иван Александр, который все ещё номинально был законным правителем Видина, не предпринимал активных мер по восстановлению своей власти, хотя его отказ предоставить охранную грамоту возвращавшемуся в Константинополь из Западной Европы византийскому императору Иоанну V объяснялся ухудшением болгаро-венгерских отношений. Однако к 1369 году он организовал православную антивенгерскую коалицию для освобождения Видина с участием валашского воеводы Владислава I и деспота Добруджи Добротицы. Кампания союзников увенчалась успехом, и после того, как она была поддержана народным восстанием в Видине против католического духовенства и венгерских властей, Людовику I пришлось отказаться от своих притязаний и восстановить Ивана Срацимира на троне в Видине осенью 1369 года. Согласно историку Дж. Файну, венгерский король разрешил Ивану Срацимиру вернуться в Видин в качестве венгерского вассала из-за его популярности среди населения и потому, что тот использовал венгерское покровительство, чтобы утвердить независимость от своего отца, а позже противостоять брату.

### Правление после 1371 года
После смерти Ивана Александра 17 февраля 1371 года Иван Срацимир разорвал последние связи, соединявшие Тырново и Видин, и начал править даже без номинального признания властей в Тырново. С тех пор его величали, как написано в отчетах Константинопольского патриархата: «самым верным и всемогущим правителем Видина и всей Болгарии…» Авторитет Ивана Срацимира рассматривался как равный авторитету Ивана Шишмана, и детали предполагают, что он даже был представлен как старший правитель. Из-за недостатка информации некоторые ранние болгарские историки, такие как Константин Йиречек, поддерживали гипотезу о том, что Иван Срацимир и Иван Шишман воевали из-за Софии но большинство современных историков отвергли эту идею.. Несмотря на соперничество, братья поддерживали отношения до 1381 года, и Иван Срацимир даже рассматривался Иваном Шишманом в качестве потенциального преемника. Однако Дж. Файн предполагает, что сразу после смерти своего отца Иван Срацимир попытался захватить контроль над всей Болгарией для себя и даже захватил и удерживал Софию в течение года или двух, что привело к постоянной вражде между двумя братьями и сделало невозможным шанс на общее болгарское сопротивление османам.
Отношения между двумя болгарскими государствами ухудшились в 1381 году, когда Иван Срацимир разорвал связи с Болгарским патриархатом в Тырново и вместо этого передал архиепископство Видина под юрисдикцию Вселенского патриархата Константинополя. Это решение было демонстрацией независимости Видина от Тырново, но не привело к открытому конфликту. Враждебность между Иваном Срацимиром и Иваном Шишманом сохранялась и накануне османского вторжения. Большинство историков сходятся во мнении, что в 1370-х и начале 1380-х годов Видин все ещё находился вдали от маршрута османских походов и не подвергался опасности. Во время и после массированного османского вторжения в северо-восточную Болгарию в 1388 году источники предполагают, что отношения между двумя братьями были непростыми. В результате успеха османов в кампании 1388 года и последовавших за этим изменений баланса сил Ивану Срацимиру пришлось стать османским вассалом и принять османский гарнизон в Видин. Иван Срацимир бездействовал, пока османы уничтожали остатки Тырновского царства — Тырнов пал в 1393 году, а Иван Шишман был убит турками в 1395 году. В 1396 году Иван Срацимир присоединился к христианскому крестовому походу, организованному венгерским королем Сигизмундом. Когда армия крестоносцев достигла Видина, болгарский правитель открыл ворота и сдал османский гарнизон. Османский гарнизон в Оряхово пытался сопротивляться, но местному болгарскому населению удалось подавить его сопротивление. Христианская армия потерпела тяжелое поражение 25 сентября в битве при Никополе, и султан Баязид I немедленно двинулся на Видин, который захватил к концу 1396 или началу 1397 года. Иван Срацимир был схвачен и заключен в тюрьму в столице Османской империи Бурсе, где он, вероятно, был задушен.

## Культура, экономика и религия
Во времена правления Ивана Срацимира Видин наряду с Тырново превратился в крупный литературный центр, находившийся под сильным влиянием Тырновской литературной школы. Некоторые из сохранившихся с того периода произведений, включают в себя Тетраевангелию митрополита Данаила и Видинскую коллекцию 1360 года, заказанную императрицей Анной, которая содержит жития тринадцати православных святых и описание святых мест в Иерусалиме. Избранный архиепископом Видина в 1392 году Иоасаф Бдинский написал хвалебное послание по поводу перенесения мощей святой Филофеи из Тырнова в Видин, в котором содержались все черты вышеуказанной литературной школы. Иоасаф также проявлял большое уважение к выдающейся фигуре болгарской культурной и литературной жизни второй половины XIV века — патриарху Тырнова Евфимию, самой
В конце 1360-х годов Видин сопротивлялся насильственному обращению в католицизм, и оставался православным. Подчинение Видина Константинопольскому патриархату в 1381 году привело к конфликту с Тырновским патриархатом, но после падения Тырново и роспуска Болгарского патриархата Иван Срацимир попытался договориться с османами о передаче некоторых бывших епархий Тырново под его юрисдикцию. В 1395 году он отправил туда делегацию во главе с наследником престола Константином и Иоасафом Бдинским, чтобы привезти мощи святой Филотеи в Видин. Миссия была успешной, и мощи оставались в Видине в течение следующих двух столетий, о дипломатических результатах Иоасаф не сообщал.
Иван Срацимир начал чеканить свои собственные монеты ещё в 1360-х годах. Обилие монетных кладов, найденных на территории Видинского царства, свидетельствует о богатстве и хорошо развитой торговле в регионе во второй половине XIV века. Единственный сохранившийся документ, составленный Иваном Срацимиром — Брашовская хартия, предоставлявшая купцам трансильванского города Брашов свободный доступ и право торговать в его владениях.

## Семья
Ничего неизвестно о первой жене Ивана Срацимира и детях от их брака. Иван Срацимир женился во второй раз на дочери воеводы Валахии Николае Александру и своей двоюродной сестре Анне Валашской, и имел по меньшей мере троих детей::
- Доротея Видинская — супруга бана и будущего короля Боснии Твртко I
- Константин II Асень — наследовал своему отцу в качестве царя Видина
- неизвестная дочь, умершая в молодости при дворе Елизаветы Польской.[33]

Иван Срацимир был женат дважды. Про первый брак не известно ничего. Второй брак был с Анной, дочерью влашского князя Николая Александра. От второго брака у Ивана Срацимира были:
1. Доротея, вышла замуж за боснийского бана Твртко I.
2. Константин, единственный сын и наследник Ивана Срацимира. Правил Видинским царством после смерти своего отца до 1422. Был турецким вассалом.